# Hermonassa arenosa
Hermonassa arenosa är en fjärilsart som beskrevs av Butler 1881. Hermonassa arenosa ingår i släktet Hermonassa och familjen nattflyn. Inga underarter finns listade i Catalogue of Life.